# Dragonheart: un nuevo comienzo
Dragonheart: un nuevo comienzo es una película de fantasía dirigida por Doug Lefler y protagonizada por Christopher Masterson, Harry Van Gorkum y la voz de Robby Benson. Es la secuela de la película de 1996 Dragonheart.

## Sinopsis
La historia comienza un año después de la muerte de Sir Bowen, un caballero del viejo código. En su último año de vida decide visitar la cueva de su amigo muerto Draco, donde se encuentra con un huevo de dragón, que supuso que sería de Draco. Los curas del monasterio se comprometen a cuidar de ese huevo por miedo a una profecía que dice: "Cuando pase el cometa de dos colas, el corazón de un dragón castigará a la humanidad". Muchos temían que el corazón de este dragón fuera el de la profecía y lo mantienen oculto hasta que pase el cometa.
Varios años después, un chico huérfano que trabaja de establos sueña en ser un caballero como Bowen llamado Geoff, un día engaña a un joven fraile llamado Mansel en el trabajo manual y entra a un lugar secreto del castillo, allí encuentra una espada (probablemente sea la de Bowen) y mientras practicaba un rato con tácticas de lucha con la espada como caballero en el reflejo de la espada ve a una criatura que está en su espalda y voltea su cabeza viendo que es un dragón, por un momento se asusta y dice "no te acerques" pero cuando ve cómo el dragón también se asustó y se está alejando de él, Geoff lo sigue hacia un escondite que es como un cuarto con almohadas, el chico le pregunta sobre cuánto tiempo ha pasado ahí y el dragón le responde que siempre ha estado en ese lugar así Geoff se presenta así mismo por su nombre y el dragón se presenta también como Drake así formando una amistad entre los dos.
Mientras tanto, dos ciudadanos chinos, lo que parece ser un frágil anciano y su hijo, entran en el reino y piden Fray Pedro si sabe algo sobre los dragones, ya que hay una profecía que indica que "la voluntad del corazón de un dragón la humanidad fatalidad cuando una de dos colas de cometas llamas en el cielo nocturno ". El cometa llegará en cuestión de días, por lo que quieren asegurarse de que hay o no hay dragones alrededor, o, si lo hay, confirman que su corazón es puro y que no va a ser tentado en el cumplimiento de la profecía. Ese momento Geoff vuelve a entrar el escondite secreto de Drake y en un momento mientras hablaban el joven Mansel llega para informar a Drake que Fray Peter ha fallecido que una noche durmió pero para la mañana jamás despertó y diciéndole que él le tenía mucho cariño y que aunque no sea Fray Peter va a hacer lo que pueda para cuidar de Drake, esto pone triste a Drake y Geoff deprimido por él. Mientras tanto, el rey hace que un hombre misterioso llamado Osric su asesor, y Osric se compromete a unir el reino bajo el antiguo código, pero lo corrompe al obligar a cada condición de ciudadano a usar un determinado color de la túnica.
Geoff se queja de esta nueva ley y en ese momento le pide a Drake ir de aventuras volando en alguna parte pero se niega a irse en alguna parte manteniendo la promesa que una vez le hizo a Fray Peter que nunca saldría del reino pero al final se ve obligado a volar y salvar a Geoff después de que unos matones llegan y tiran a Geoff a un precipicio. Durante este tiempo, los dos chinos al descubrir de la existencia de Drake empiezan a entrenarlo para usar sus habilidades de dragón, incluyendo fuego por la boca, vuelo, usando su cola, garras y dientes, y al exhalar aliento de hielo, la última de las cuales es una rara habilidad que pocos dragones logran dominar. Antes de este tiempo de enseñanza, Geoff descubre que el nieto de China es la princesa de China en el disfraz, que revela que los dragones vez instigado la humanidad hasta que un malvado dragón llamado Griffin traicionó a los dragones y mató a los seres humanos. Ante el temor de que todos los dragones eran semejantes a Griffin, el emperador chino ordenó la matanza de todos los dragones en el país, por lo que Drake es el último dragón en el mundo.
Los ciudadanos chinos son capturados y Geoff se hace un caballero por su amistad con Drake. Osric los lleva a luchar contra un grupo de rebeldes en una pelea engancha, durante el cual Osric finge un golpe mortal y le pide a Drake para darle la mitad de su corazón. Al darse cuenta de que el intento es un truco, Geoff reúne a Drake a escapar. Drake muestra sus habilidades de fuego por la boca por primera vez. En el castillo, Osric reconoce un cuadro familiar. Maestro Kwan, los chinos mayores, reconoce la verdadera identidad de Osric y ordena el amuleto quemado. Osric recupera la caja y descubre su corazón perdido. Fuera de venganza por el asesinato de su padre de los dragones, Osric lanza un cuchillo en el compañero de maestro Kwan Lian, pero Kwan interviene y muere.
Geoff y Drake llegan, ya medida que el cometa está a la vista, Osric se revela como Griffin, cuyo corazón fue cortado por el emperador después de que una vez intentó vengar a los dragones asesinados por el antiguo caballero llamado Bowen que tras culpar a Draco acerca de la maldad del antiguo rey Einol así entonces Osric recupera su corazón de dragón y vuelve a tener su verdadera forma como dragón y aun con sed de esclavizar a los humanos, en ese momento le pide a Drake unirse a él para cumplir la profecía llamándolo como "hermano" Geoff le dice que no lo haga y Griffin golpea a Geoff y ahí Drake dice de que no haber sido por Geoff le hubiera dado parte de su corazón a Griffin y así perdiendo su alma en la constelación de los dragones y así finalmente se niega diciéndole en la cara de Griffin "él es mi verdadero hermano" y lo desafía. Después de una feroz pelea Drake usa su aliento de hielo congelando a Griffin hasta la muerte haciendo que al caer muchos témpanos de hielo de su cuerpo se dispersaran por todo el lugar cuando parecía que todo había terminado en un momento se puede ver como Geoff es herido a muerte después de que uno de los témpanos de hielo le diera en su corazón, pero ahí Drake le da a su amigo Geoff una parte de su corazón asegurando su lugar en la constelación de los dragones y reviviendo a Geoff. Y así con la derrota de Griffin el código antiguo es restaurado y Lian vuelve a sus deberes reales durante un tiempo. Mansel se adjudicó tutela de las volutas del hermano Gilbert y tiene una vida de oración y devoción. Mientras que Geoff y Drake los dos finalmente se convierten hermanos cumpliendo su deseo para ambos tener un vínculo familiar que es todo lo que quisieron realmente.

## Reparto
- Geoff - Christopher Masterson
- Drake (Voz) - Robby Benson
- Lord Osric de Crossley - Harry Van Gorkum
- Lian - Rona Figueroa
- Mansel - Matt Hickey
- Maestro Kwan - Henry O
- Roland - Tom Burke
- Narrador - Anthony O'Donell
- El Rey - Ken Shorter

## Doblaje en español (México)
- Geoff - Benjamín Rivera
- Drake - Roberto Mendiola
- Lord Osric de Crossley - Salvador Delgado
- Lian - Mónica Estrada
- Mansel - ?
- Maestro Kwan - Víctor Mares
- Roland - ?
- Narrador - Jesús Colin
- El Rey - ?

## Doblaje en español (España)
- Geoff - David Robles
- Drake - Claudio Serrano
- Lord Osric de Crossley - Pablo del Hoyo
- Lian - Mar Bordallo
- Mansel - Iván Jara
- Maestro Kwan - Eduardo Moreno
- Roland - Rafa Romero
- Narrador - Julio Núñez
- El Rey - Luis Porcar

- Datos: Q1255102